# طواف إسبانيا 1994
طواف إسبانيا 1994 هو سباق دراجات هوائية أقيم بتاريخ 25 أبريل - 15 مايو، تكون السباق من 20 مرحلة وامتدّ لمسافة 3531.6 كم بسرعة 38.333 كم/س، استغرق السباق 92 ساعة 07 دقيقة 48 ثانية. فاز به السويسري طوني رومينغر.

## الترتيب
| م                     | الدرّاج        | البلد  | الزمن                     |
| --------------------- | ------------- | ------ | ------------------------- |
| الفائز بالترتيب العام | طوني رومينغر  | سويسرا | 92 ساعة 07 دقيقة 48 ثانية |
| حسب النقاط            | لوران جالابير | فرنسا  | -                         |